# Rudymar Fleming
Rudymar Fleming Pernil (ur. 26 grudnia 1980) – wenezuelska judoczka. Olimpijka z Aten 2004, gdzie odpadła w eliminacjach w wadze lekkiej.
Uczestniczka mistrzostw świata w 1999 i  2003. Startowała w Pucharze Świata w 2000, 2004 i 2011. Srebrna medalistka igrzysk panamerykańskich w 2003. Mistrzyni igrzysk boliwaryjskich w 2001. Triumfatorka igrzysk Ameryki Środkowej i Karaibów w 2002. Brązowa medalistka mistrzostw panamerykańskich w 1999. Wygrała mistrzostwa Ameryki Południowej w 2001 i druga w 2000 roku.

## Letnie Igrzyska Olimpijskie 2004
| Konkurencja | Eliminacje           | Klas. końcowa |
| Konkurencja | Przeciwnik I         | Miejsce       |
| ----------- | -------------------- | ------------- |
| 57 kg       | Kie Kusakabe (JPN) P | 1 runda       |